# Rößling (Naturschutzgebiet)
Koordinaten: 51° 48′ 33″ N, 12° 7′ 46″ O

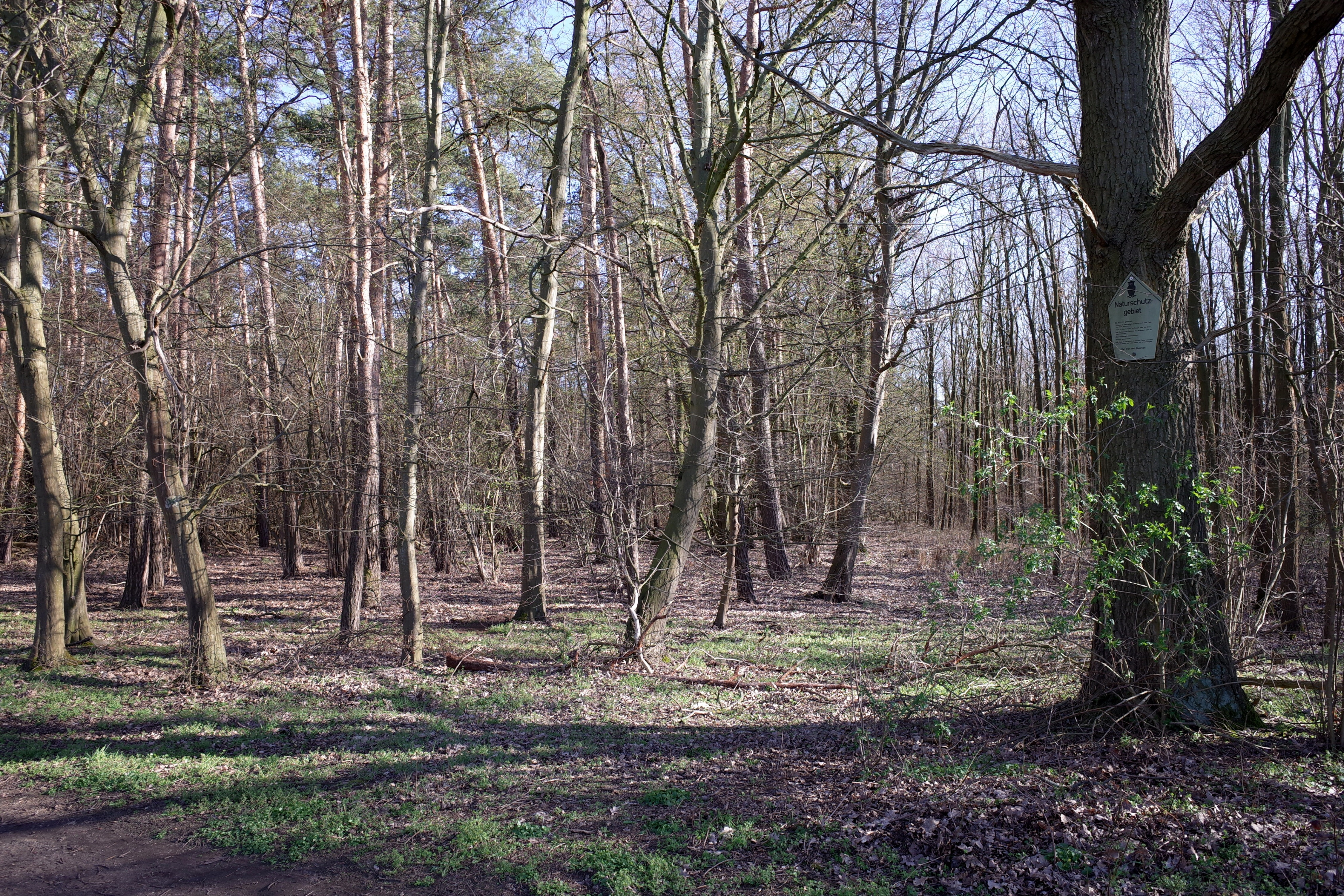
Naturschutzgebiet Rößling

Der Rößling ist ein Naturschutzgebiet in der kreisfreien Stadt Dessau-Roßlau in Sachsen-Anhalt.

## Allgemeines
Das Naturschutzgebiet mit dem Kennzeichen NSG 0091 ist 24,44 Hektar groß. Das Gebiet steht seit 1926 unter Schutz (Datum der Verordnung: 25. Januar 1926) und wurde 1983 erweitert. Zuständige untere Naturschutzbehörde ist die Stadt Dessau-Roßlau.

## Beschreibung
Das Naturschutzgebiet liegt westlich von Mosigkau, einem Stadtteil von Dessau-Roßlau, am Südrand des Elbeurstromtals. Es stellt einen naturnahen Laubwaldrest in einer zum Urstromtal abfallenden Hanglage unter Schutz. Der Wald wird von Eichen, Hainbuchen und Winterlinden sowie Kiefernbeständen in verschiedenen Waldgesellschaften geprägt. So sind Pfeifengras-Eichenwald und Eichen-Hainbuchenwald zu finden. In der Krautschicht der Waldgesellschaften und insbesondere entlang der Böschung an der Bahnlinie treten u. a. Weißes Waldvöglein, Weiße Waldhyazinthe, Fichtenspargel, Vielblütige Weißwurz, Großblütiger Fingerhut, Großes Zweiblatt, Prachtnelke, Preußisches Laserkraut, Heidelabkraut, Berg-Platterbse, Bergsegge und Turmkraut sowie Silbergras, Weißes Fingerkraut, Berg-Haarstrang, Ähren-Blauweiderich, Knäuel-Glockenblume, Gewöhnlicher Flügelginster, Rispige Graslilie und Heidegünsel auf.
Im Naturschutzgebiet sind u. a. Mönchs- und Gartengrasmücke, Gartenbaumläufer, Trauer- und Grauschnäpper, Kernbeißer sowie Sumpf-, Schwanz- und Haubenmeise als Brutvögel heimisch.
Nach Süden schließen sich weitere Waldbestände an. Ansonsten ist das Naturschutzgebiet von landwirtschaftlichen Nutzflächen umgeben. Das Naturschutzgebiet wird von der 1840 gebauten Bahnstrecke Dessau–Köthen durchquert.